# Конрингія східна
{{#ifeq:0|0|{{#if:|{{#if:Conringiaorientalis|[[]}}|}}}}
Жовтух східний, конрінгія східна (Conringia orientalis) — вид рослин родини капустяні.

## Будова
Трав'янистий однорічник.

## Поширення та середовище існування
Жовтух зростає по всій території України, але частіше у степовій зоні і Криму як бур'ян на посівах, біля доріг. Поширений у Скандинавії, Середній Європі, Малій Азії, Ірані, Сибіру.

## Практичне використання
Молоді розеткові листки жовтуха використовують для приготування салатів, юшок, юшкових пюре. На Кавказі листя заготовляють для юшок та салатів.
В насінні міститься від 28,8% - 33,2% жирної олії, яка має приємний і гострий смак. В Ірані та Сирії насіння збирають для виготовлення олії.
В Асканії-Новій намагалися окультурити жовтух як олійну рослину, але відмовилися через низькі врожаї - 3 ц з га.

## Галерея

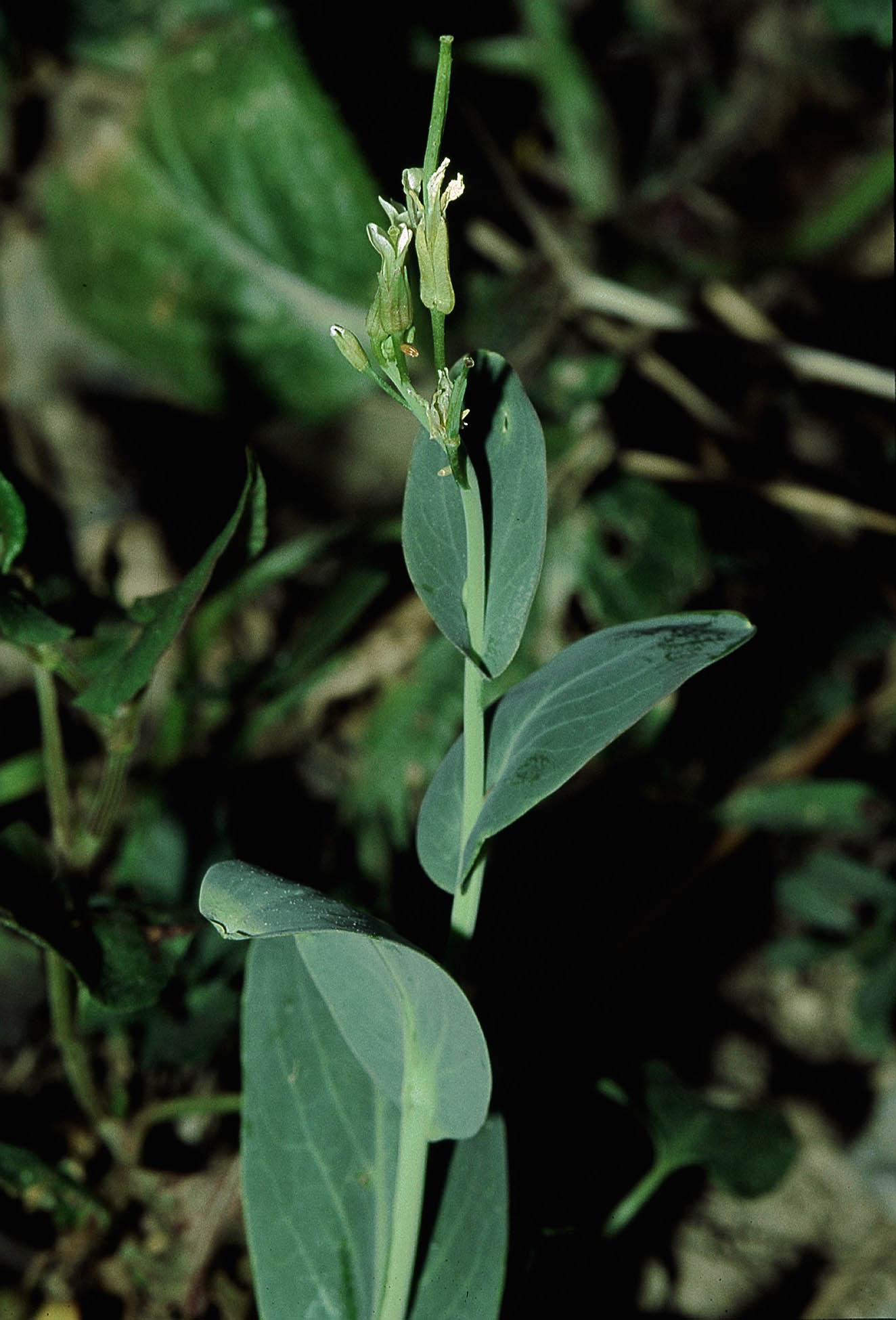
Пангін жовтуха східного з квітами
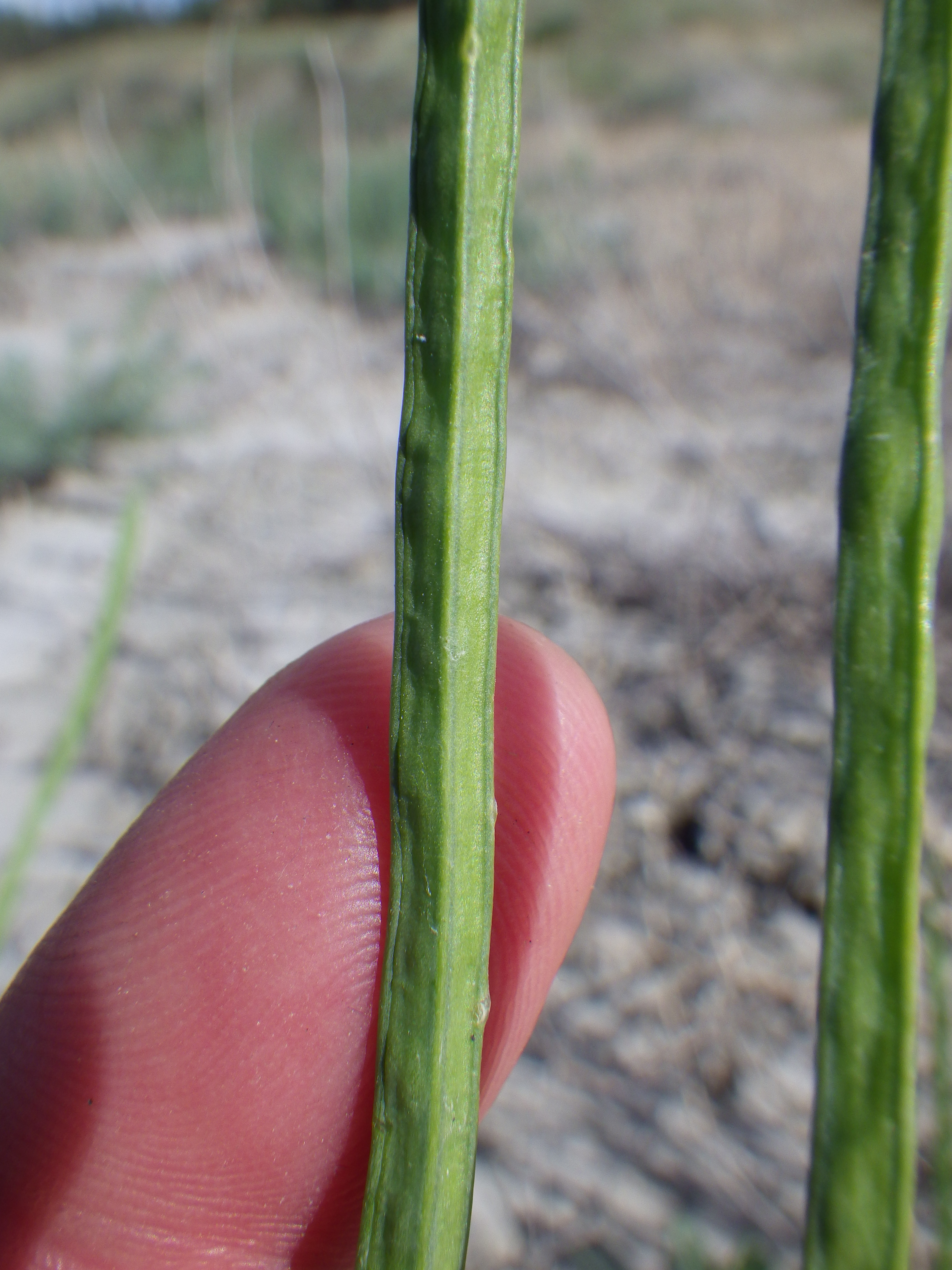
Стебло виразно чотиригранне
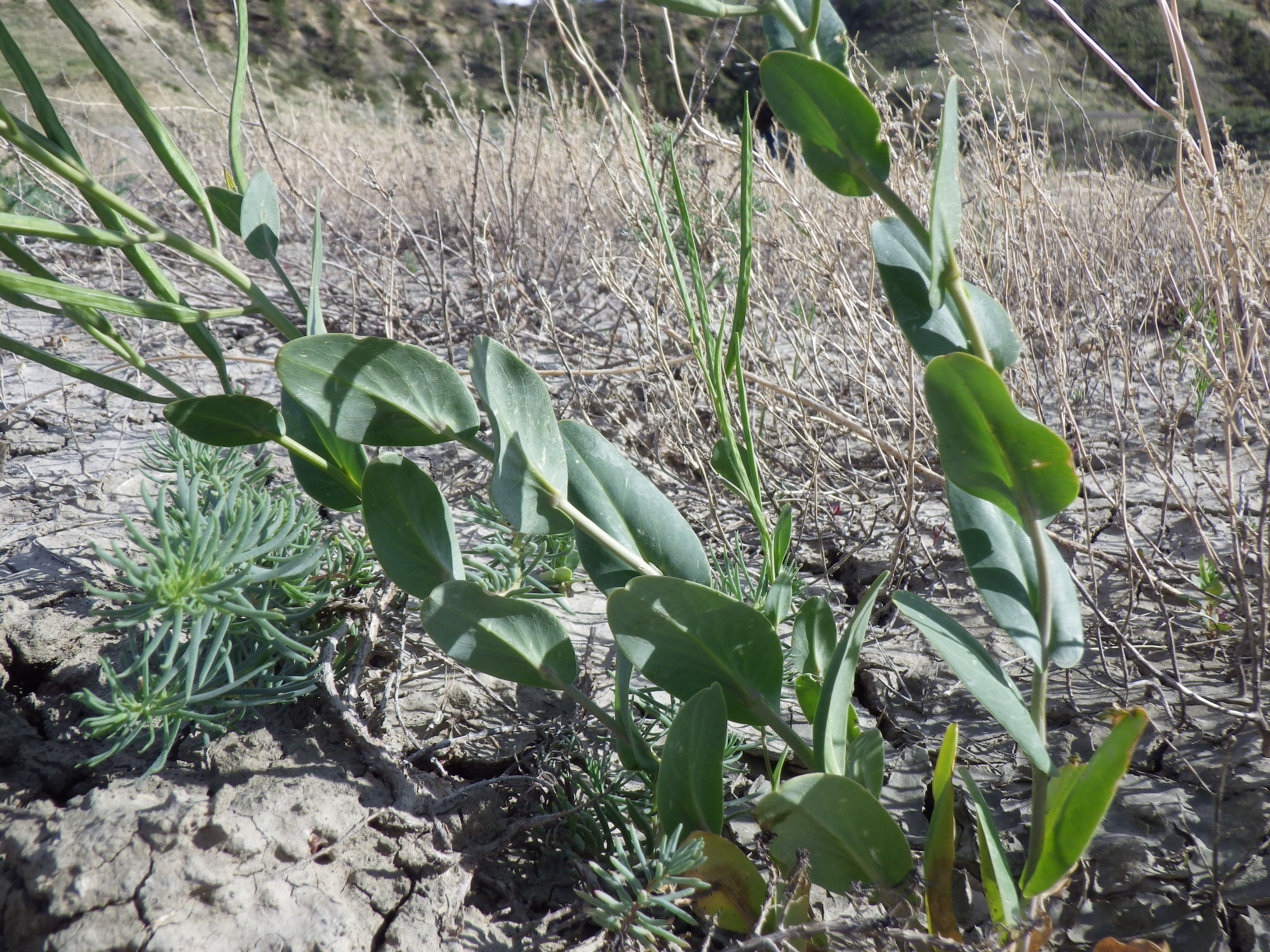
Місцезростання на глинистих ґрунтах